# Calle Maipón
La calle Maipón (del mapudungún: maipun ‘arar la tierra’) es una arteria vial ubicada en la ciudad de Chillán, en la región de Ñuble, Chile. Su trazado fue realizado por el geógrafo francés Carlos Lozier en 1836, como parte de la reconstrucción de la urbe tras el Terremoto de Concepción de 1835, conectando actualmente al centro de la ciudad con el barrio Ultraestación.
La calle es reconocida por ser un eje vial de alta afluencia peatonal, debido a la presencia del Mercado de Chillán y la Feria de Chillán, como también vehicular, debido a la ubicación del Terminal de buses interurbanos La Merced y paraderos de locomoción colectiva. Asimismo, otros elementos que destacan en la avenida son el monumento nacional Edificio de la Cooperativa Eléctrica de Chillán, y la Plaza de La Victoria. 
Su nombre se debe a las tierras de Maipón, cuales se ubicaban inmediatamente al norte de Chillán Viejo, siendo otorgado este nombre también al Estero Las Toscas. El lugar sería posteriormente, escenario de un enfrentamiento bélico en 1813, denominado Combate de Maipón, cual fue parte del Sitio de Chillán, y que se repetiría en Revolución de 1859 con un segundo combate en la zona. Los ejércitos de ambos combates tuvieron su abastecimiento en la zona del actual mercado de la ciudad.
Posee una prolongación denominada "Callejón Maipón", ubicada en la Población Vicente Pérez Rosales, por la cual se accede desde avenida Martín Ruiz de Gamboa, a través de calle Lazareto.